# Francesco Pais-Serra
Francesco Pais Serra (Nulvi, 1837 – Serrone, 10 settembre 1924) è stato un politico italiano.

## Biografia
Si unì ai garibaldini e prese parte alla Battaglia di Bezzecca del 1866 e ai combattimenti di Mentana del 1867; raggiunse in queste formazioni il grado di colonnello, poi passò all'esercito italiano, nel quale divenne maggior generale nella prima guerra mondiale.
Scioltesi le formazioni garibaldine, si stabilì a Bologna, dove collaborò alla fondazione ed allo sviluppo di testate giornalistiche, fra le quali ""Amico del popolo", ed iniziò un'attività politica per i repubblicani che gli costò diversi arresti.
Eletto nel 1886 nel collegio di Sassari ed Ozieri per la XV Legislatura, sedette in parlamento ininterrottamente sino alla XXIV (nel 1919 si candidò ma non fu rieletto).
Fu presidente della commissione sulla proposta di legge Barzilai su «Sistemazione degli impiegati straordinari al servizio dello stato» (detta brevemente "commissione straordinariato"). Più notoriamente, fu presidente di una commissione di inchiesta sulla sicurezza e la giustizia in Sardegna e dalla sua relazione, pubblicata nel 1986, trasse ispirazione la legge n. 382 del 1897 contenente norme speciali per l'Isola.
Fu inoltre presidente della Legione volontari cacciatori del Tevere e della federazione nazionale fra le associazioni dei reduci dalle patrie battaglie e dei militari in congedo.

## Opere
- Pro veritate. Risposta ad un ordine del giorno della Società Progressista di Sassari, Roma, 1880.

### Discorsi parlamentari
Diversi discorsi pronunciati alla Camera dei deputati dal Pais-Serra sono stati pubblicati dalla tipografia della stessa Camera, ed alcuni sono stati ripresi da altri editori:
- Discorso del 21 febbraio 1883, discussione generale sul bilancio di prima previsione per il 1883 del Ministero di grazia e giustizia: Roma, Tipografia della Camera dei Deputati, 1883.
- Discorso del 5 e 6 giugno 1884: bilancio del ministero della guerra 1884-1885, Roma, Tipografia della Camera dei Deputati, 1884.
- Discorso del 23 giugno 1884 sulla richiesta di autorizzazione a procedere contro gli on. Saladini e Costa, Roma, Tipografia della Camera dei Deputati, 1884.
- Discorso del 13 marzo 1885 sulla crisi agraria in Sardegna, Roma, 1885.
- Discorsi del 2 e 28 maggio e dell'8 giugno 1885, Roma, Tipografia della Camera dei Deputati, 1885.

### Interpellanze parlamentari
- Interpellanza sulle condizioni della sicurezza pubblica in Sardegna, Roma, 1883.

### Relazioni in commissione inquirente
- Relazione dell'inchiesta sulle condizioni economiche e della sicurezza pubblica in Sardegna, Roma, Tipografia della Camera dei Deputati, 1896.